# Lispe bahama
Lispe bahama este o specie de muște din genul Lispe, familia Muscidae, descrisă de John Otterbein Snyder în anul 1958. Conform Catalogue of Life specia Lispe bahama nu are subspecii cunoscute.